# Antarctica
Nankyoku Monogatari (南極物語 lit. Historia en el Polo Sur?), conocida como Antarctica en Estados Unidos, es una película dramática japonesa de 1983 dirigida por Koreyoshi Kurahara y protagonizada por Ken Takakura. Su trama se centra en la desafortunada expedición científica japonesa de 1958 al Polo Sur, su dramático rescate de las severas condiciones climáticas en el viaje de regreso, la relación entre los científicos y sus leales y trabajadores perros Sajalín Husky, en particular el perro guía Taro y Jiro, y el destino de los 15 perros que quedaron atrás para valerse por sí mismos.
La película fue seleccionada como la entrada japonesa a la Mejor Película en Lengua Extranjera en la 56.ª edición de los Premios de la Academia, pero no fue aceptada como película nominada. Entró en el 34º Festival Internacional de Cine de Berlín y en los Premios de la Academia de Japón fue nominado a la mejor película, fotografía, iluminación y banda sonora, ganando el premio de Popularidad para los dos perros Taro y Jiro como intérprete más popular. así como el premio de fotografía y elección del lector en los Mainichi Film Awards. Fue un gran éxito cinematográfico y mantuvo el récord de taquilla de Japón por sus películas caseras hasta que fue superado por La princesa Mononoke de Hayao Miyazaki en 1997.
La partitura electrónica original fue creada por el compositor griego Vangelis, quien recientemente había escrito la banda sonora para Chariots of Fire y Blade Runner. La banda sonora está disponible en todo el mundo en varios formatos

## Argumento
En febrero de 1958, la Segunda Expedición de Invierno del Equipo Japonés de Topografía Antártica viaja en el rompehielos Sōya para reemplazar a la Primera Expedición de Invierno de 11 hombres. La Primera Expedición Cross-Winter se retira en helicóptero, dejando a 15 perros Husky de Sakhalin encadenados en la Base Showa para la próxima Expedición.
Debido a las condiciones climáticas extremas, el Sōya no puede acercarse lo suficiente a la base y se decide no proceder con la entrega, dejando la base sin tripulación. El equipo está preocupado por los perros, ya que hace mucho frío y sólo les queda comida para una semana. Ellos quieren rescatarlos, pero al final no pueden debido a la escasez de combustible y agua potable.
Ocho de los quince perros de trineo logran liberarse de sus cadenas (Riki, Anko, Shiro, Jakku, Deri, Kuma, Taro y Jiro), mientras que los otros siete se mueren de hambre. Mientras los ocho viajan a través del desierto helado, se ven obligados a sobrevivir cazando pingüinos y focas en las plataformas de hielo e incluso comiendo excrementos de foca. Conforme pasan los meses, la mayoría de los ocho perros mueren o desaparecen. Riki es herido mortalmente por una orca mientras intentaba proteger a Taro y Jiro. Anko y Deri caen a través del hielo y se ahogan en las aguas heladas. Shiro muere después de caer por un acantilado y Jakku y Kuma desaparecen en el desierto antártico.
Once meses después, el 14 de enero de 1959,  Kitagawa, uno de los cuidadores de perros de la primera expedición, regresa con la Tercera Expedición Cross-Winter, con ganas de enterrar a sus amados perros. Él, junto con los dos cuidadores de perros, Ushioda y Ochi, recuperan los cadáveres congelados de los siete perros encadenados, pero se sorprenden al descubrir que otros ocho se han liberado. Para sorpresa de todos, son recibidos calurosamente en la base por Taro y Jiro, los hermanos que nacieron en la Antártida.
Aún se desconoce cómo y por qué sobrevivieron, porque un husky promedio sólo puede vivir en tales condiciones durante aproximadamente un mes. En la película, el director utilizó los datos disponibles, junto con su imaginación, para reconstruir cómo los perros lucharon contra los elementos y sobrevivieron.

## Reparto
- Ken Takakura como Akira Ushioda
- Tsunehiko Watase como Kenjiro Ochi
- Eiji Okada como Jefe Ozawa
- Masako Natsume como Keiko Kitazawa
- Keiko Oginome como Asako Shimura
- Takeshi Kusaka como Morishima Kyoju
- Shigeru Koyama como Horigome Taicho
- So Yamamura como Iwakiri Senchō
- Jun Etō como Tokumitsu Taiin
- Kōichi Satō como Toda Taichō
- Shin Kishida como Maestro Kissaten
- Takeshi Ōbayashi como Nonomiya Taichō
- Shinji Kanai como Ozaki Taicho

## Producción
La película tardó más de tres años en realizarse. Fue filmada en el extremo norte de Hokkaidō. Los perros de la película fueron engendrados por Kuma, un Husky Sakhalin de Furen y nacieron en Wakkanai, Hokkaidō; algunas imágenes se filmaron en la Antártida en el verano de 1982 utilizando equipos de perros de la Base Scott (Nueva Zelanda).

## Estreno
Antarctica participó en el 34º Festival Internacional de Cine de Berlín. Se estrenó en Japón en 1983 y en Francia en 1985. A partir de 2007, la película está disponible en DVD en Japón (subtítulos en japonés) y Hong Kong (subtítulos en chino e inglés).

## Recepción
La raza de perro también se hizo popular brevemente. Sin embargo, surgieron preocupaciones que los perros que participaron en el rodaje podrían haber sido sometidos a condiciones extremas para obtener el grado de realismo involucrado. American Humane retuvo su descargo de responsabilidad de "Ningún animal fue dañado", calificando la película como "Inaceptable" debido a lo que consideró una crueldad deliberada en el set. El director respondió que las emociones mostradas por los perros durante la película fueron capturadas minuciosamente y luego editadas en las partes relevantes. Para recrear las escenas de las muertes de los husky, los perros fueron anestesiados cuidadosamente y las escenas donde los perros se ahogaron o cayeron se hicieron en el estudio y se proyectaron en pantalla azul con el lugar de rodaje real. El sangrado de los perros es falso y no quedó claro si también se simularon las muertes de los animales de presa (un ave marina y una foca).

### Taquilla
La película fue un gran éxito en Japón, donde vendió 3,5 millones de entradas en preventa antes de su estreno. Se convirtió en la película japonesa número uno en el mercado interno en 1983, ganando ¥ 5,9 mil millones en ingresos por alquiler de distribuidor. Se convirtió en la película nacional más taquillera en Japón hasta entonces con ¥ 11 mil millones (US$ 101 millones) en ingresos brutos, de 12 millones de ventas de entradas en el país. y mantuvo el récord de taquilla nacional durante catorce años. Tras ser ajustada a la inflación, la película recaudó el equivalente a US$ 298 millones en Japón durante el 2021.
En Francia, la película vendió 543.470 entradas en taquilla, lo que la convierte en la 77ª película más taquillera de 1985.

## Banda sonora
La música fue compuesta, arreglada, producida e interpretada por Vangelis. Fue grabada en los Estudios Nemo de Londres. El ingeniero de Sonido fue Raine Shine.
1. .- Theme from Antarctica........7:29
2. .- Antarctic Echoes.............5:58
3. .- Kinematic....................3:50
4. .- Song of White................5:17
5. .- Life of Antarctica...........5:59
6. .- Memory of Antarctica.........5:30
7. .- Other side of Antarctica.....6:56
8. .- Deliverance..................4:30

## Adaptaciones
En 2006, la trama del largometraje japonés se adaptó a la nueva versión de la película estadounidense de acción real de Walt Disney Pictures Eight Below, que está dedicada a la memoria del director Koreyoshi Kurahara. Una serie dramática de televisión japonesa de 2011 titulada Nankyoku Tairiku se centra en la primera expedición de Japón a la Antártida en 1958. También incluye el descargo de responsabilidad de American Humane "Ningún animal fue dañado".